# Oreste Carpi
Oreste Carpi (Poviglio, 3 novembre 1921 – Poviglio, 11 marzo 2008) è stato un pittore italiano.

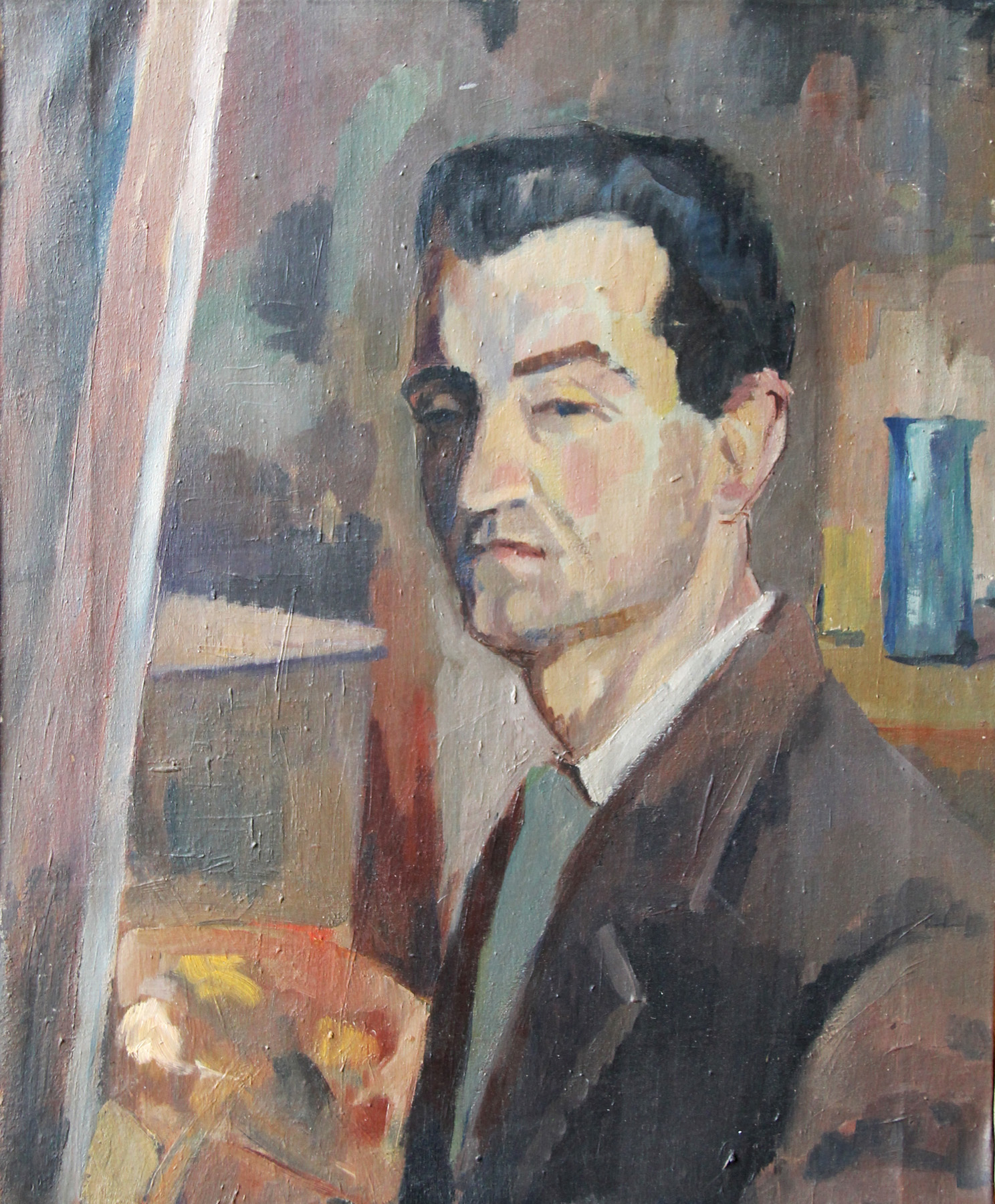
Oreste Carpi
autoritratto al cavalletto, 1956

Noto come "il pittore del silenzio" in quanto sordo, ha vissuto e operato per gran parte della sua vita nella città di Parma. È considerato uno dei protagonisti del figurativismo pittorico emiliano del XX secolo, si è distinto inoltre come incisore e come ceramista.

## Biografia
Nasce nel 1921 a Poviglio, piccolo paese in provincia di Reggio Emilia, ultimo di sette fratelli. A causa della sordità viene mandato a soli cinque anni a studiare presso il Regio Istituto per Sordomuti di Piazzale Arduino a Milano in cui resterà convittore per oltre dieci anni. Nel 1936 viene selezionato come miglior studente per pronunziare un discorso di saluto al principe Umberto di Savoia. È in questo periodo, specialmente nei soggiorni estivi a casa o a Besozzo, sul lago Maggiore che inizia a manifestare l'interesse e la passione per l'arte.
Ritornato a casa si trasferisce con la famiglia a Parma e nel 1937 si iscrive all'Istituto di belle arti Paolo Toschi, dove fu allievo di Latino Barilli. Nel 1943 frequenta l'Accademia di belle arti di Bologna dove apprende i fondamenti dell'incisione sotto la guida di Giorgio Morandi ma dopo appena un anno è costretto ad interrompere gli studi a causa del precipitare degli eventi bellici.
Terminato il conflitto si iscrive nel 1946 all'Accademia di Brera a Milano, allora diretta da Aldo Carpi. Nel vivace ambiente milanese inizia a formare la sua personalità pittorica seguendo le lezioni di Achille Funi e Carlo Carrà o confrontandosi con compagni di corso quali Gianni Dova e Dario Fo. Diplomatosi nel 1951 inizia una serie di viaggi attraverso l'Italia e l'Europa per visitare le più importanti collezioni e per lavorare sulla tecnica a lui più congeniale: la pittura en plein air. Inizia inoltre a realizzare le prime mostre personali oltre a impegnarsi in nuove ricerche artistiche attraverso l'uso della ceramica, tecnica con la quale realizzerà il fregio del Martirio di Santo Stefano posto sulla facciata della chiesa parrocchiale di Poviglio.
Nel 1954 si sposa e nel 1957 nasce la figlia Angela. Trasferitosi già dagli anni cinquanta a Parma ha il suo studio dapprima in Borgo Antini e successivamente in via Farini. Nel capoluogo ducale entra ben presto nella cerchia di pittori locali (Walter Madoi, Aristide Barilli, Renzo Barilli, Luigi Tessoni, Claudio Spattini, Nando Negri, Luigi Orsi, Carlo Mattioli, Amedeo Bocchi) che aveva come luogo di ritrovo privilegiato il Gran caffè orientale di piazza Garibaldi.
Dal 1955 trascorre i mesi estivi a San Terenzo, nel comune di Lerici, in provincia della Spezia, che rappresenterà in numerosi dipinti e disegni.
Nel 1957 contribuirà a fondare la galleria Sant'Andrea (ora circolo UCAI) situata in una piccola chiesa sconsacrata di via Giordano Cavestro. 
Nel corso degli anni sessanta e settanta ottiene importanti riconoscimenti: espone a Roma, Milano, Bologna, Brescia, Verona, Padova, Venezia e nel 1968 è ammesso alla Permanente di Milano.
È tra i pochi pittori italiani, insieme a una selezione di altri artisti sordi, ad esporre le sue opere in Unione Sovietica, nella Casa Centrale degli artisti sovietici di Mosca; Nel 1971 espone al palazzo dell'UNESCO di Parigi in occasione del convegno internazionale dei sordomuti.
Nello stesso periodo vince decine di concorsi, alcuni di livello nazionale e molte sue opere vengono acquisite in importanti collezioni private italiane e inglesi.
Nel 1985 a Parma viene organizzata nell'antico refettorio dell'Annunziata un'importante antologica che ripercorre, attraverso l'esposizione di oltre 150 dipinti, tutti i 40 anni di attività artistica di Carpi.
Dalla metà degli anni novanta torna a vivere nel paese natale, dove continua a lavorare su paesaggi agresti e su scorci stagionali del vicinissimo fiume Po nonché a riscoprire e approfondire lo studio della figura.

## L'attività artistica

### La Critica
(Gianni Cavazzini)
(Elio Marcianò)
(Raffaello Vergani)

## Principali Esposizioni
- 1952 - Lerici   Castello   “Collettiva di pittori emiliani”
- 1953 - Parma    Ridotto del teatro Regio
- 1959 - Roma     VIII Quadriennale
- 1963 - Bologna Galleria Il Voltone
- 1964 - Reggio Emilia Galleria La Barcaccia, Parma Galleria S. Andrea
- 1966 - Roma Galleria Camino
- 1967 - Mosca Casa centrale degli artisti Sovietici, Roma Galleria Camino
- 1968 - Milano   Palazzo della Permanente
- 1969 - Parma Palazzo del podestà
- 1971 - Parigi  Maison de l'UNESCO
- 1972 - Piacenza   Sala d'Arte, Modena  Hall Hotel "Real-Fini", Roma Esposizione Artisti Sordomuti Italiani
- 1973 - Cremona Galleria Cremona
- 1974 - Verona Galleria San Luca, Brescia Galleria Abba
- 1975 - La Spezia Galleria La Sprugola, Como Villa Olmo
- 1981 - Madrid   Casas de Artes, Padova   Galleria
- 1985 - Parma Antologica, Refettorio della SS. Annunziata
- 1992 - Parma    “Omaggio a Renzo Barilli”
- 1996 - Parma     “Pittori parmigiani degli anni 50”
- 2003 - Parma Sede Centrale Cassa di risparmio di Parma

## Opere

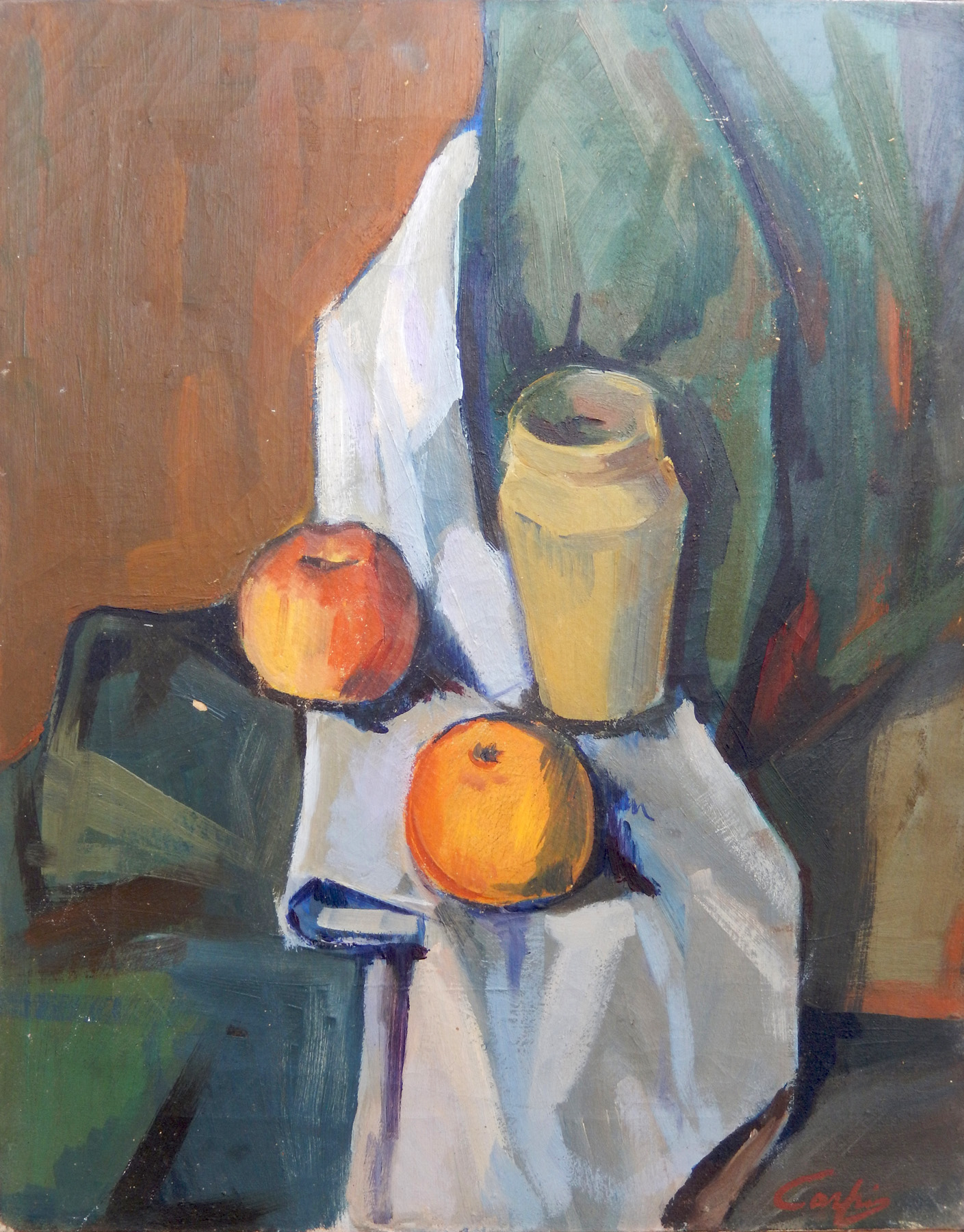
Natura morta 1945 c.
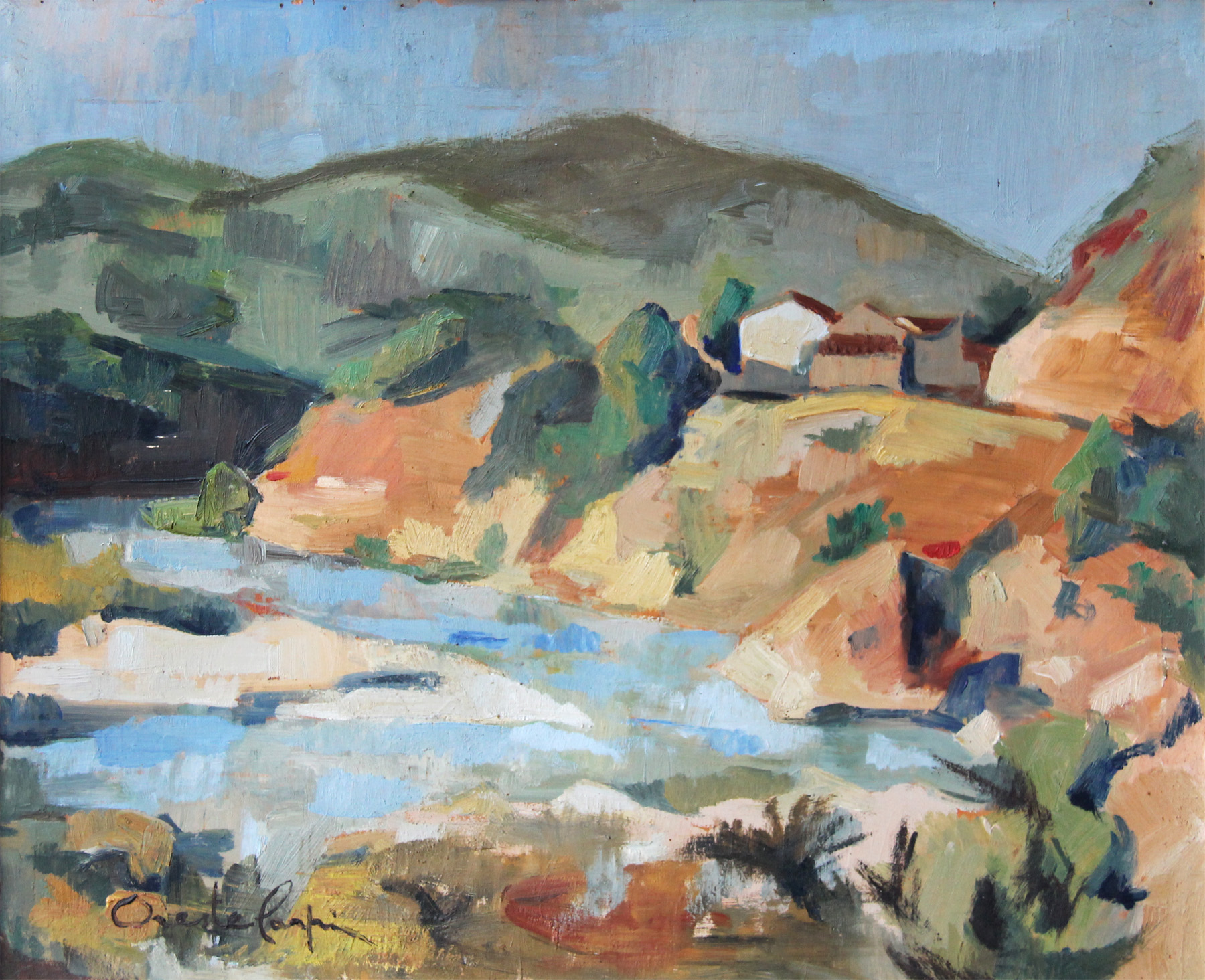
Pieve sul Taro 1955 c.
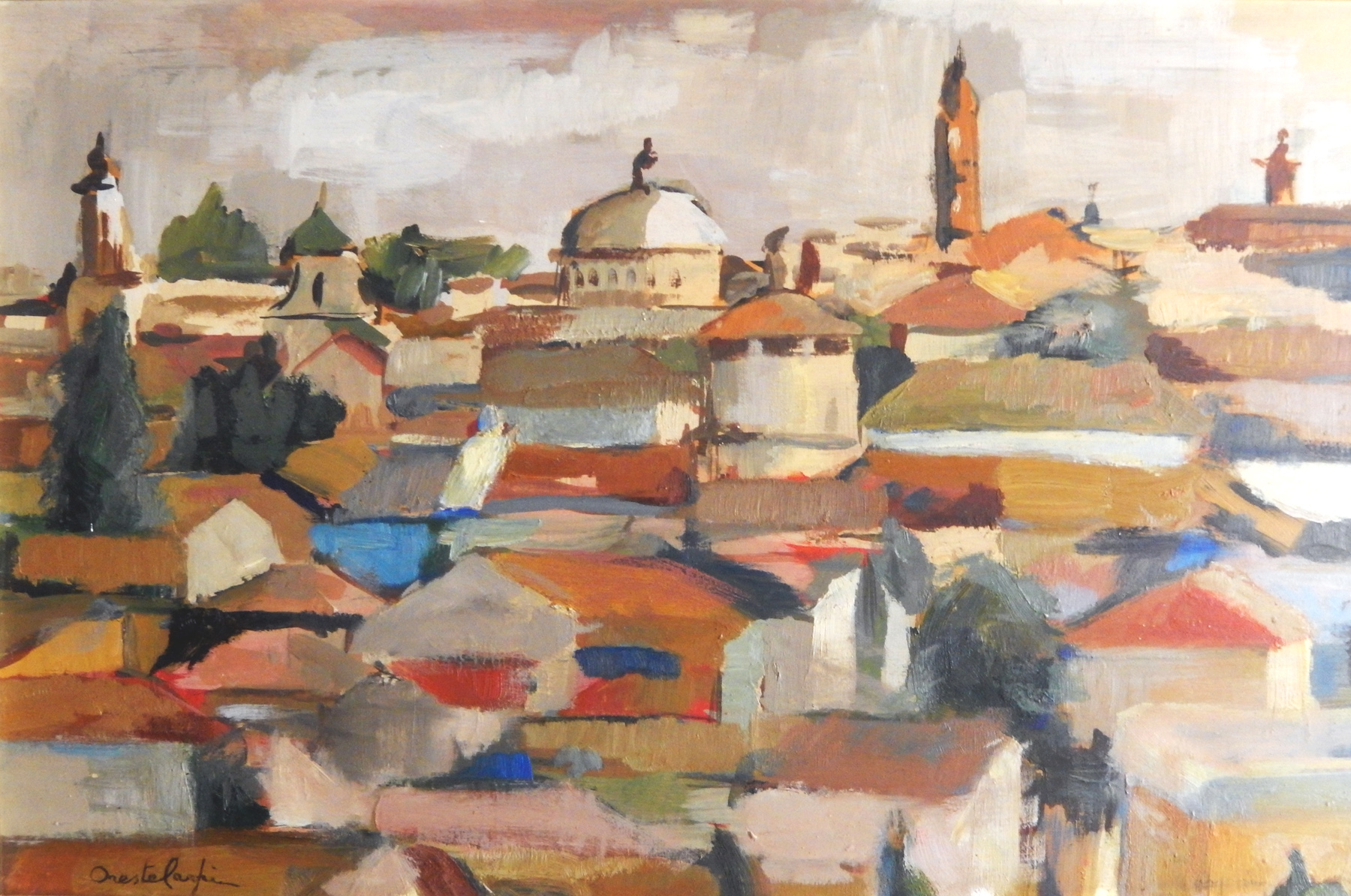
Parma dalla mia finestra 1960 c.
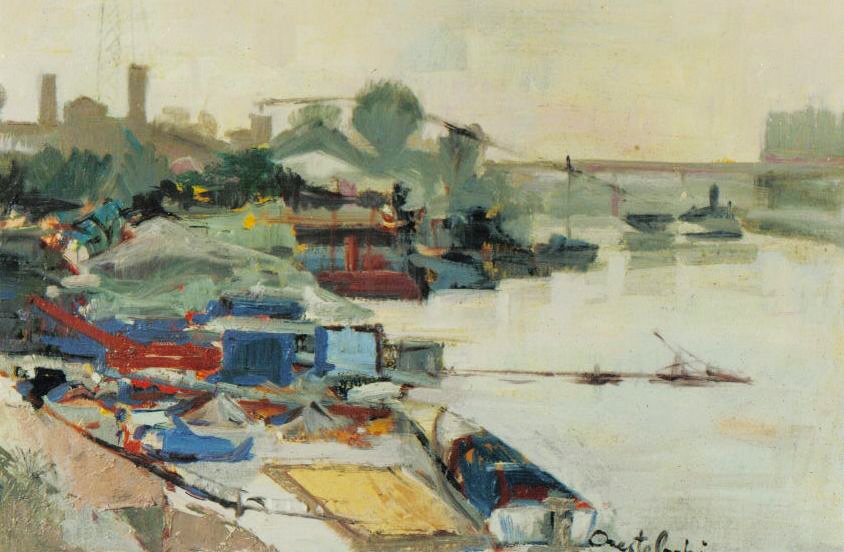
Lavori sul fiume Po 1980 c.
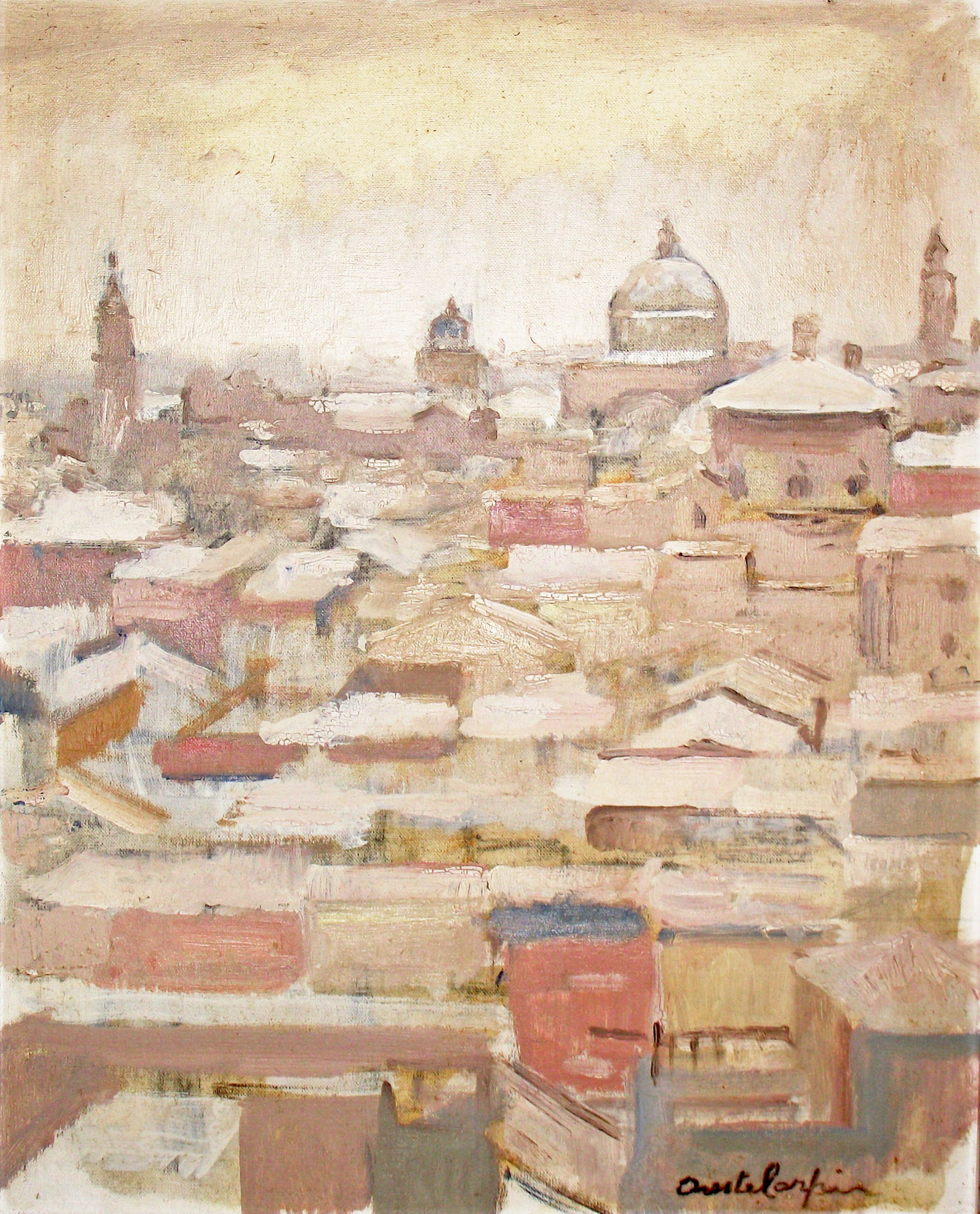
Dolce risveglio (neve sui tetti di Parma) 1985 c.
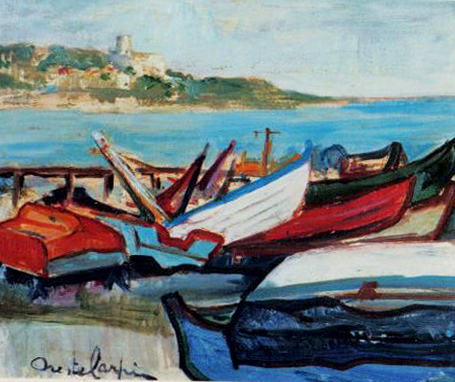
Barche a San Terenzo 1985 c.